# Olaf B. Rader

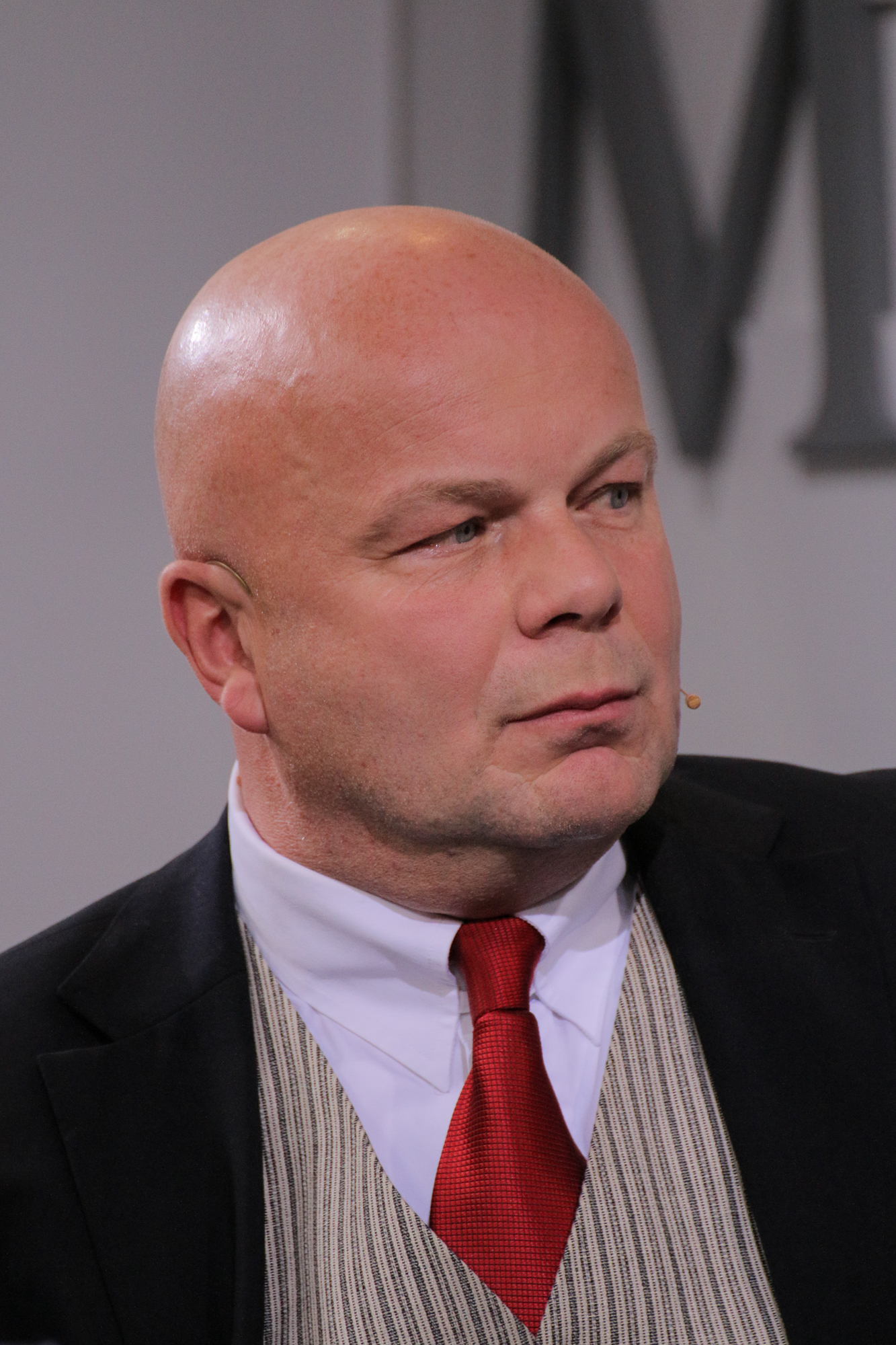
Olaf B. Rader auf der Buchmesse 2013

Olaf Bruno Rader (* 23. April 1961 in Bad Freienwalde (Oder)) ist ein deutscher Historiker.
Olaf B. Rader wuchs in Berlin-Pankow auf. Er gehörte zur Opposition in der späten DDR und war Gründungsmitglied des Demokratischen Aufbruchs (DA). Rader studierte Geschichte und Archivwissenschaft an der Humboldt-Universität zu Berlin (HU). Dort wurde er 1991 promoviert über das Urkundenwesen der Erzbischöfe von Magdeburg bis zum Tode Wichmanns von Seeburg 1192. Anschließend war er unter anderem als Dokumentar beim Südwestfunk Baden-Baden tätig.
Rader ist seit 1992 wissenschaftlicher Mitarbeiter bei den Monumenta Germaniae Historica (MGH) an der Berlin-Brandenburgischen Akademie der Wissenschaften. Als Mitarbeiter der Arbeitsstelle der MGH habilitierte sich Rader an der HU Berlin allerdings als Kulturwissenschaftler und nicht als Mittelalterhistoriker mit der Arbeit Grab und Herrschaft. Politischer Totenkult von Alexander dem Großen bis Lenin. Die 2003 unter gleichem Titel im Beck-Verlag erschienene und positiv besprochene Darstellung wurde 2006 ins Spanische übersetzt. Nach der Habilitation war Rader Privatdozent an der Berliner Humboldt-Universität.
Im Jahr 2005 veröffentlichte Rader eine knappe Darstellung über die Geschichte Dresdens von der ersten Besiedlung bis zur Gegenwart. Rader war Mitbearbeiter und Mitherausgeber eines zweibändigen Standardwerks zur Goldenen Bulle Kaiser Karls IV. von 1356, das 2009 im Akademie Verlag erschien. Rader gilt als einer der besten Kenner der Quellen zu Kaiser Friedrich II. Mit seiner 2010 veröffentlichten und mehrfach aufgelegten Biographie legte er ein Standardwerk zu diesem Kaiser vor. Die zahlreichen Verhaltensweisen des staufischen Herrschers wollte er dabei aus „südlich-mediterraner Blickrichtung“ verstanden wissen. Im Jahr 2012 veröffentlichte Rader zudem auch eine knappe Einführung zu Friedrich II.
Gemeinsam mit Arne Karsten veröffentlichte Rader 2013 das Buch Große Seeschlachten. Exemplarisch werden von der Schlacht bei Salamis 480 v. Chr. bis zur Schlacht vor dem Skagerrak im Jahr 1916 zwölf historisch relevante Seeschlachten behandelt. Rader verfasste dazu die Kapitel über Altertum, das Mittelalter und die Schlacht von Trafalgar.
Im April 2014 kamen Plagiatsvorwürfe auf: Das Buch enthalte zahlreiche aus Wikipedia übernommene Textstellen mit nur minimalen Formulierungsänderungen und ohne Angabe der Quelle. Eine nachträgliche Überprüfung des Buchs durch den Verlag (C. H. Beck) entlastete Karsten, bestätigte aber die Vorwürfe gegen Rader teilweise. Neben den nicht kenntlich gemachten Übernahmen aus Wikipedia wurde insbesondere die enge Anlehnung an einen 2003 von Thomas Siebe im Internet publizierten Artikel „Mythos Trafalgar“ als problematisch angesehen. Obwohl Rader von anderer Seite teils in Schutz genommen wurde, da die Übernahme von Fakten kein Plagiat sei, nahm der Verlag das Buch als Konsequenz aus dem Programm. Zudem wurde Rader vorgeworfen, auch in seiner Biographie Friedrichs II. von anderen Autoren übernommene Textpassagen nicht korrekt ausgewiesen zu haben. Das Buch über die Seeschlachten wurde trotz Auslieferungsstopps des Verlages in einer Fachbesprechung der Zeitschrift für Geschichtswissenschaft positiv besprochen.
Im Jahr 2023 erschien von ihm eine Biographie zu Karl IV. Darin zeichnet er in drei Abschnitten Karls Aufstieg zur Macht (S. 27–167), seine Herrschaftspraxis (S. 169–334) und Erinnerungsorte (S. 335–380) nach.

## Schriften (Auswahl)
Monografien
- Kaiser Karl der Vierte. Das Beben der Welt. Eine Biographie. Beck, München 2023, ISBN 978-3-406-80428-1.
- Hokuspokus. Bluthostien zwischen Wunderglaube und Budenzauber. Fink, Paderborn 2015, ISBN 978-3-7705-5738-7.
- mit Arne Karsten: Große Seeschlachten. Wendepunkte der Weltgeschichte von Salamis bis Skagerrak. Beck, München 2013, ISBN 3-406-65558-0 (kurz nach dem Erscheinen aus dem Programm genommen).
- Kaiser Friedrich II. (= Beck’sche Reihe. Band 2762). Beck, München 2012, ISBN 978-3-406-64050-6.
- Friedrich II. Der Sizilianer auf dem Kaiserthron. Eine Biographie. 4., durchgesehene Auflage, Beck, München 2012, ISBN 978-3-406-60485-0. (Rezension).
- Kleine Geschichte Dresdens. Beck, München 2005, ISBN 3-406-52857-0.
- Grab und Herrschaft. Politischer Totenkult von Alexander dem Großen bis Lenin. Beck, München 2003, ISBN 3-406-50917-7.
- Pro remedio animae nostrae. Das Urkundenwesen der Erzbischöfe von Magdeburg bis zum Tode Wichmanns von Seeburg 1192. 1991 (Berlin, Humboldt-Universität, Dissertation, 1991).

Herausgeberschaften
- Wie Blitz und Donnerschlag. Die Kaiserkrönung Karls IV. nach den Berichten des Johannes Porta de Annoniaco. Aus dem Mittellateinischen übersetzt von Marianna Spano und Ulrike Hohensee. Elfenbein, Berlin 2016, ISBN 978-3-941184-65-7.
- zusammen mit Johannes Fried: Die Welt des Mittelalters. Erinnerungsorte eines Jahrtausends. Beck, München 2011, ISBN 978-3-406-62214-4.